# جولشان عشق
جولشان عشق (ويُترجم إلى "حديقة الورود للحب") هي قصيدة غزلية كتبها الشاعر الصوفي الهندي نصرتي عام 1657 باللغة الدكنية. وهي تجمع بين التقاليد الأدبية والثقافية من الهند وإيران. تتحدث الرواية عن رحلة أمير عبر سلسلة من المشاهد الخيالية بحثًا عن امرأة رآها في الحلم، مما يؤدي إلى اتحادهما في حديقة الورود. وقد نجت مخطوطات القصيدة، المزينة بلوحات فخمة، من القرن الثامن عشر إلى يومنا هذا.

## الخلفية
كان نصرتي شاعرًا غنائيًا في بلاط سلطان بيجابور علي عادل شاه الثاني. وقد وٌصف بأنه أعظم شاعر في بيجابور. قصيدته مستوحاة من قصة صوفية غزلية أخرى، وهي قصيدة مادهومالاتي التي تعود إلى القرن السادس عشر كتبها السيد مانجهان شطري راجيري باللغة الهنداوية. كما أنها تشبه قصيدة مهر ومهار، وهي قصيدة فارسية كُتبت في بلاط سلطنة مغول الهند قبل ثلاث سنوات من قصيدة جولشان عشق.
كان شعر الدكن في هذا الوقت متأثرًا بشدة بالشعر الفارسي، لكنه مزج الشعر بنكهة هندية مميزة. كان استخدام الحديقة كاستعارة راسخًا في الأدب الدكني، حيث تمثل الحديقة غير المهندمة عالمًا في حالة من الفوضى و"حديقة الحب" التي تشير إلى الوفاء والانسجام. استخدمت الأدبيات الرومانسية في الدكن العديد من طبقات الرمزية، وشملت مؤامرات معقدة، وتركز عادة حول مهمة بطولية يتم حلها بسعادة في النهاية. هذه الميزات كلها موجودة في جولشان العشق.

## المخطوطات
ألهمت أوصاف نصرتي الشاملة للطبيعة والمناظر الطبيعية، من البيئات القاتمة إلى الحدائق الفردوسية، الرسامين الذين قاموا بتوضيح مخطوطات القصيدة. لا توجد مخطوطات مصورة للقصيدة من بيجابور حتى الآن، ولكن بعض الإبداعات اللاحقة نجت من فترة تولت فيها حيدر أباد دور المركز الثقافي للفن الدكني.
توجد مخطوطة مصورة واحدة، أُنشئَت في حيدر أباد حوالي عام 1710، مُوزعة الآن على عدة مجموعات، بما في ذلك مجموعة خليلي للفن الإسلامي ومتحف متروبوليتان للفنون. نصها باللغة الأردية الدكنية. تجمع اللوحات بين مشاهد من السرد مع رسوم توضيحية هامشية للحياة الريفية والحضرية والبلاطية. تعكس الأشكال والمناظر الطبيعية تأثير أسلوب جولكوندا المتأخر في الرسم الدكني.

هناك مخطوطة مصورة أخرى تعود إلى عام ١١٥٦ هـ (1743–1744 م)، وهي الآن في متحف فيلادلفيا للفنون. تتضمن 97 لوحة ملونة، وتحمل توقيع الخطاط أحمد بن عبد الله نادكار. يحتوي متحف سالار جونج في حيدر أباد على ثمانية مخطوطات كاملة أخرى.

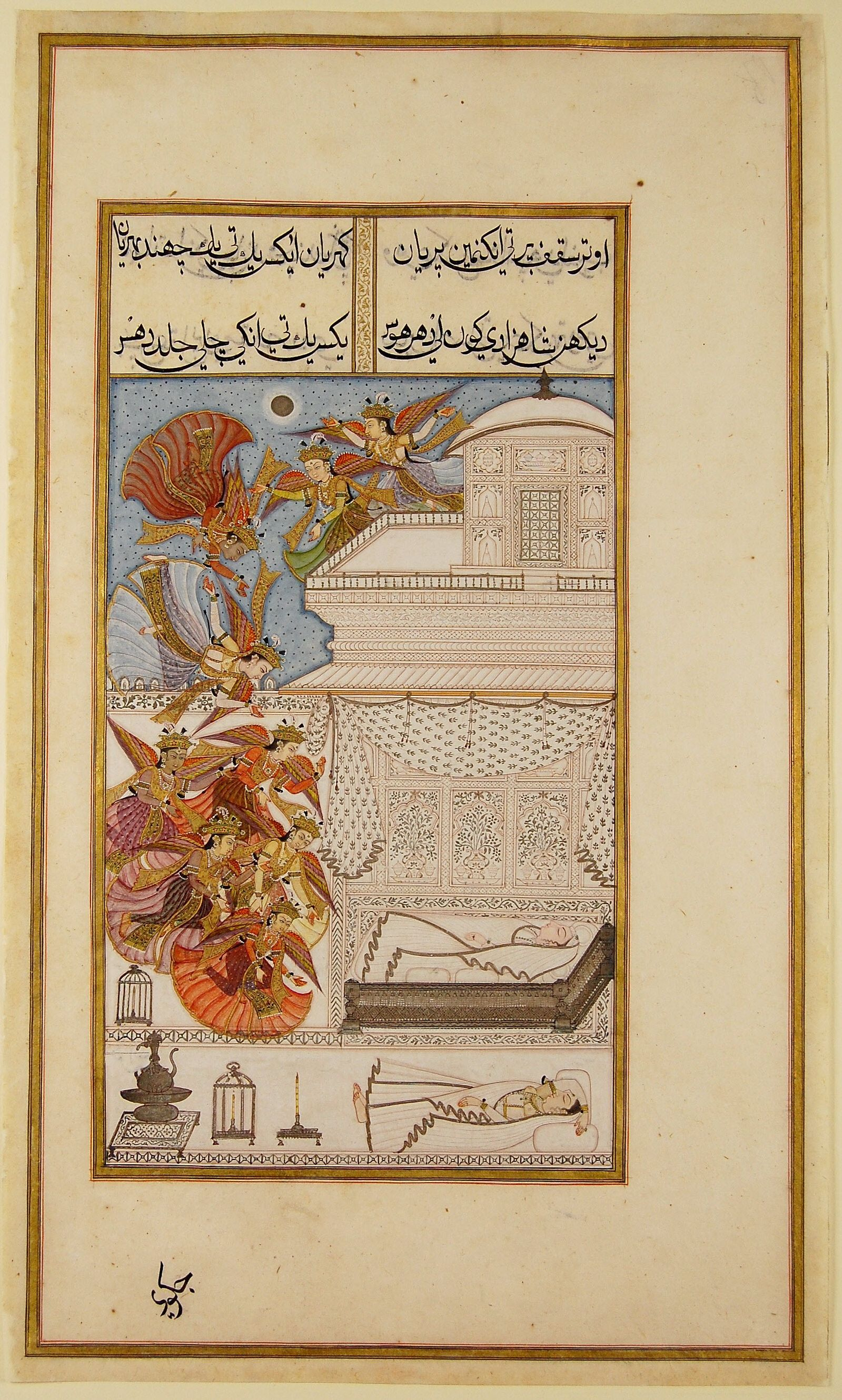
منمنمة (إنزال الجنيات إلى غرفة الأمير مانوهار)، موجودة في متحف متروبوليتان للفنون
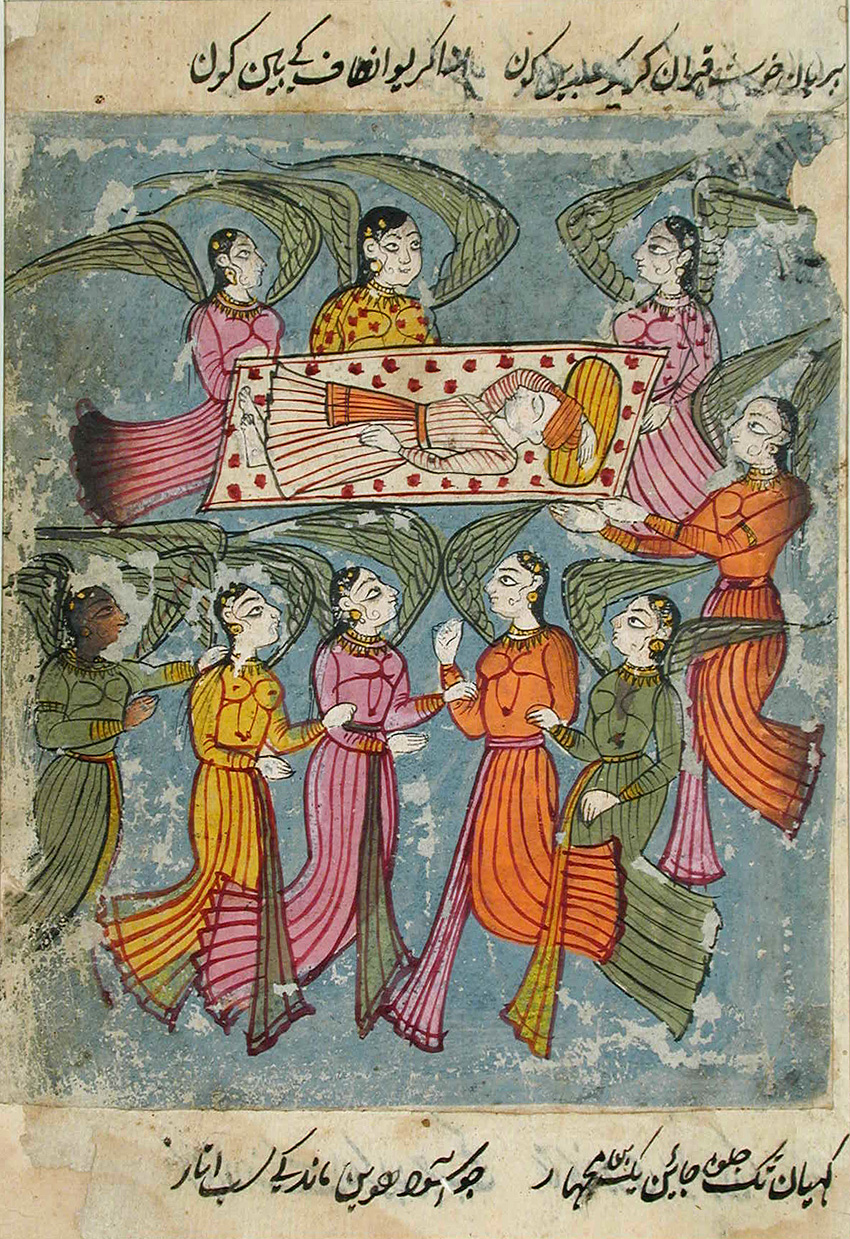
منمنمة (الملائكة تحمل مانوهار في سريره)، موجودة في متحف سان دييغو للفنون
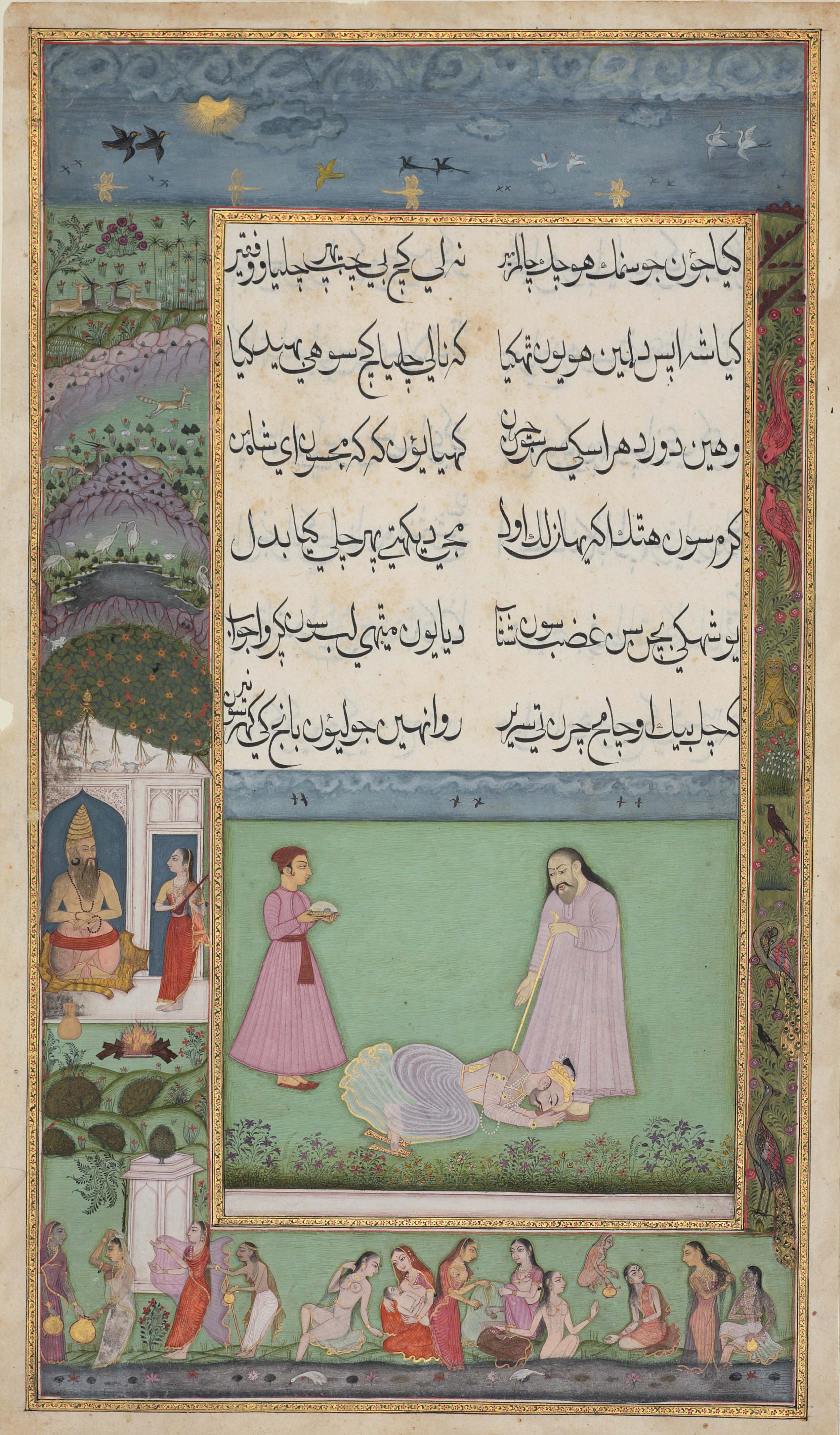
منمنمة (بيكرام يسجد أمام روشان ديل)، موجودة في مجموعة خليلي للفن الإسلامي

## الأعمال المشتقة
في عام 2016، كلف متحف فيلادلفيا للفنون الفنانة التشكيلية الباكستانية الأمريكية شاهزيا سكندر بإنشاء عمل فيديو مدته عشر دقائق بعنوان "الاضطراب كخطف"، والذي يحرك الصور من مخطوطة لكتاب "جولشان عشق".

## طالع أيضًا
- جولشان روض